# Cá lẹp sâu
Cá lẹp sâu, hay cá tớp xuôi hoặc cá tớp (danh pháp khoa học: Lycothrissa crocodilus) là một loài cá trong họ Engraulidae sinh sống trong vùng nước ngọt và nước lợ ở Đông Nam Á. Nó là loài duy nhất trong chi Lycothrissa.